# Cristóbal de Olid
Cristóbal de Olid (1488-1524) foi um soldado espanhol e explorador que participou da Conquista do Império Asteca e de Honduras junto a Hernán Cortés.

## Biografia
Cristóbal de Olid nasceu em Baeza, na província de Jaén. Não se sabe nada sobre seus primeiros anos. Casou-se, em data desconhecida, com Felipa de Araujo, uma portuguesa, com quem teve uma filha, María (ou Antonia) Olid y Viedma.

## Carreira militar em Cuba e México

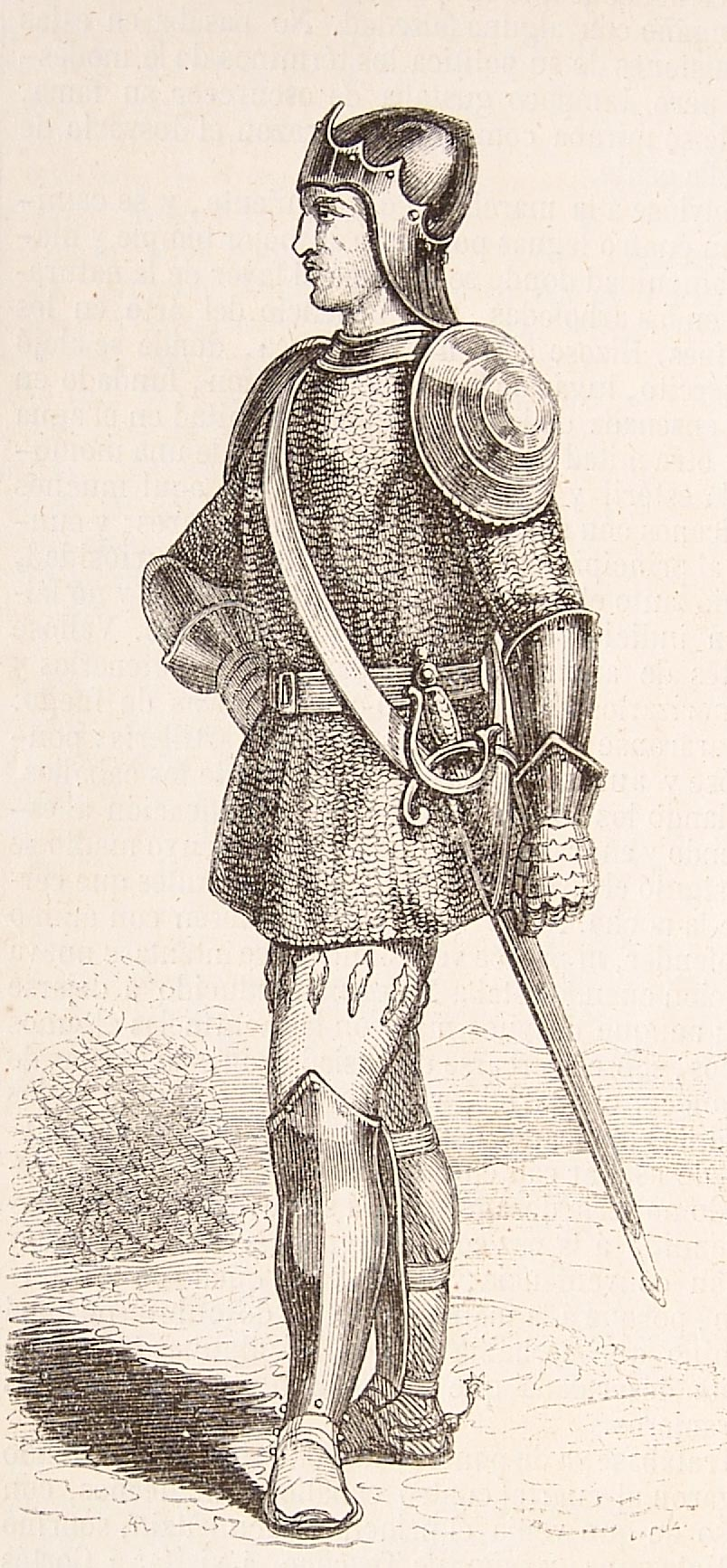
Cristóbal de Olid em uma gravura de meados do século XIX

Em 1515 viajou a Cuba para servir a Coroa Espanhola sob o comando do governador Diego de Velázquez. Em 1518 foi enviado pelo mesmo governador a costa de Yucatán (México) em busca da expedição de Juan de Grijalva, mas teve que regresar a Santiago de Cuba por causa do mau tempo, sem conseguir contato com aquela expedição.
Em 1519 acompanhou Hernán Cortés na conquista do México no comando de um dos navios que navegaram de Cuba ao México, desde o desembarque em Cozumel se destacou por seu valor. Deu mostras de grande valentia na Batalha de Centla confrontada contra os maias chontales, em Tlaxcala contra os tlaxcaltecas comandados por Xicohténcatl; pouco depois comandou os mesmos tlaxcaltecas que se tornaram aliados contra os cholultecas na Batalha de Cholula; na retirada da chamada Noche Triste, em Otumba. Foi nomeado capitão da guarnição de Coyoacán no cerco de Tenochtitlan. Depois da conquista desta cidade, se casou com uma princesa asteca, irmã de Moctezuma II.
Em 1522 foi enviado para conquistar Michoacán, província que conquistou em nome de Hernán Cortés, dali foi enviado para auxiliar  Juan Álvarez Chico na província de Colima, pois este já havia perdido e sido morto na batalha, chegando então Cristóbal de Olid a Colima também foi derrotado pelo exército do rei Colimán. 

## A traição
Em 1523 Hernán Cortés decidiu tomar a dianteira de Gil González Dávila na conquista de Honduras, com tal finalidade confiou a Pedro de Alvarado uma  expedição por terra, e a Cristóbal de Olid lhe confiou o comando da expedição por mar.
Para reabastecer-se e recrutar homens para a expedição, Olid mudou-se para Cuba e traiu Cortés a pôr-se de acordo com Diego Velázquez de Cuéllar (inimigo declarado de Cortés), que prometeu nomeá-lo governador de Honduras se cumprisse novamente a suas ordens.
Em Honduras fundou a vila que chamou de Triunfo de la Cruz e emergiu como líder da região.  A resposta de Cortés não demorou muito e ele enviou uma expedição naval liderada por seu primo Francisco de las Casas. Olid conseguiu capturar Gil González Dávila e Francisco de las Casas, ambos homens de Cortés.
Em um momento de surpresa Gil González Dávila e Francisco de las Casas conseguem ferir Olid, que fugiu ferido mas foi preso pouco depois.
Depois de conseguir a adesão dos soldados de Cristóbal de Olid para o exército de Hernán Cortés, Francisco de las Casas manteve Cristóbal de Olid como seu prisioneiro.

## Morte
Abandonado por seus seguidores e levado a julgamento, foi decapitado em praça pública de Naco,  Honduras, em 1524.